# Nothing Like This (песня)
«Nothing Like This» (с англ. — «Ничего подобного») — песня британского дуэта Blonde при участии британского исполнителя Крейга Дэвида. Она является вторым синглом с его шестого студийного альбома Following My Intuition (2016). Она дебютировала в эфире на Capital FM 17 марта 2016 года и была выпущена Parlophone и FFRR Records на следующий день. Песня дебютировала на 17-м месте в UK Singles Chart и достигла пика на 15-м месте.

## Список композиций
| №  | Название            | Длительность |
| -- | ------------------- | ------------ |
| 1. | «Nothing Like This» | 3:03         |

## Хит-парады

### Недельные хит-парады
| Хит-парад (2016)                          | Высшая позиция |
| ----------------------------------------- | -------------- |
| Австралия (ARIA)                          | 71             |
| Венгрия (Dance Top 40)                    | 11             |
| Венгрия (Rádiós Top 40)                   | 12             |
| Ирландия (IRMA)                           | 34             |
| Шотландия (OCC Scotland)                  | 10             |
| Швеция (Sverigetopplistan)                | 93             |
| Великобритания (OCC UK Dance)             | 5              |
| Великобритания (OCC UK Singles Downloads) | 6              |
| Великобритания (OCC UK Singles)           | 15             |

### Хит-парады конца года
| Хит-парад (2016)        | Позиция |
| ----------------------- | ------- |
| Венгрия (Dance Top 40)  | 52      |
| Венгрия (Rádiós Top 40) | 69      |
| UK Singles (OCC)        | 73      |

## Сертификация
| Регион                                                                      | Сертификация | Продажи |
| --------------------------------------------------------------------------- | ------------ | ------- |
| Великобритания (BPI)                                                        | Платиновый   | 600 000 |
| Данные о продажах + прослушиваниях приведены только на основе сертификации. |              |         |

## Хронология выхода
| Страна         | Дата          | Формат           | Лейбл           |
| -------------- | ------------- | ---------------- | --------------- |
| Великобритания | 18 марта 2016 | Digital download | Parlophone FFRR |